# Sanipasset

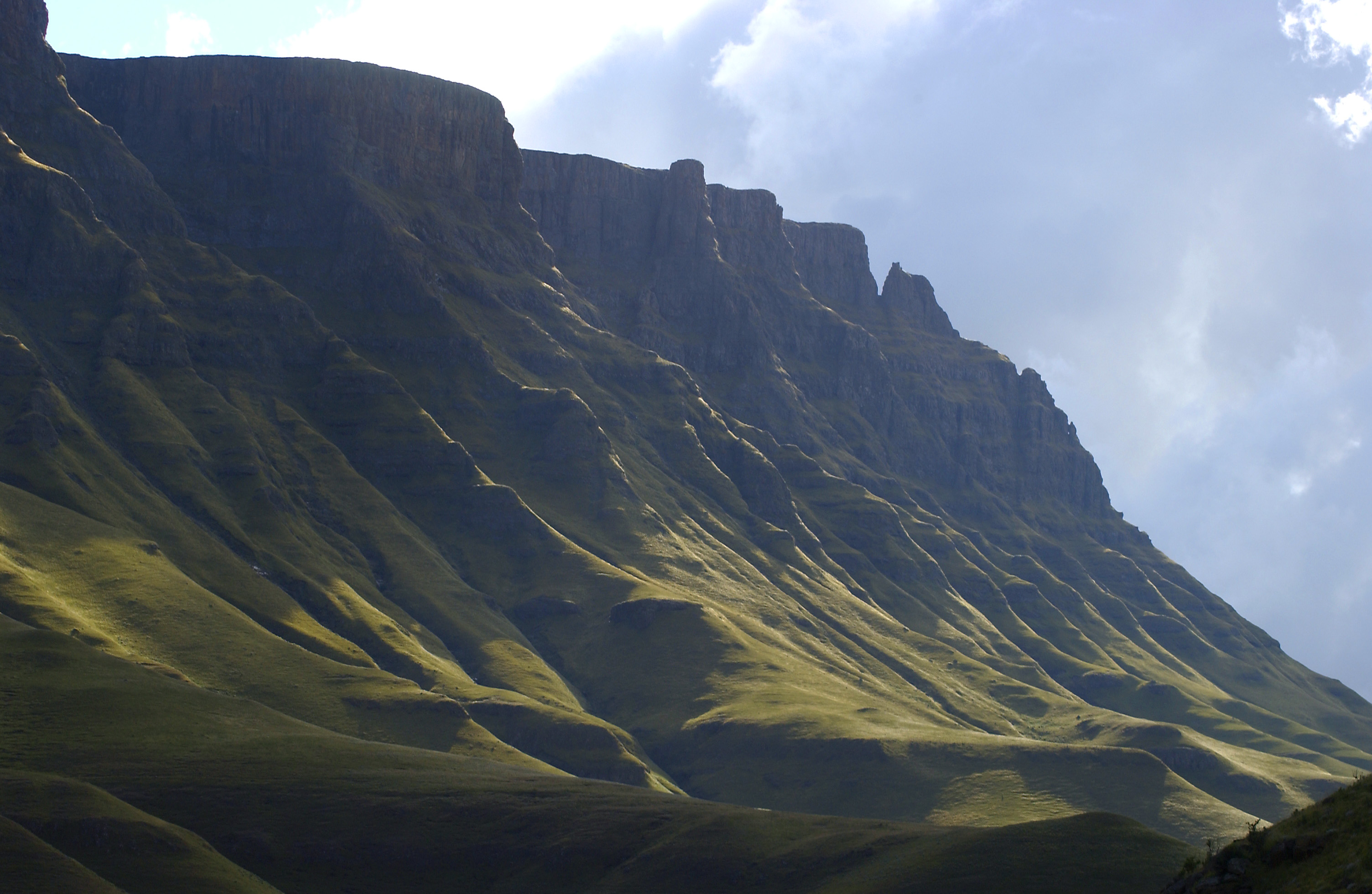
Sanipasset.

Sanipasset är ett bergspass i Sydafrika i västra delarna av KwaZulu-Natal nära Mokhotlong, Lesotho. Sanipasset tillhör bergskedjan Drakensberg.